# Cebus imitator
Cebus imitator är en art i underfamiljen kapuciner som förekommer i Centralamerika. Populationen listades länge som synonym till vanlig kapucinapa (Cebus capucinus). Efter genetiska undersökning som utfördes 2012 godkänns den av flera zoologer som art.

## Utseende
Med en kroppslängd (huvud och bål) av 38,5 till 40,5 cm, en svanslängd av 43 till 45 cm och en vikt av 2,6 till 2,7 kg är de flesta honor mindre än hannarna. Exemplar av hankön blir utan svans 34,3 till 42 cm långa, svanslängden är 44 till 46 cm och de väger 3,7 till 3,9 kg. Pälsfärgen är i princip samma som hos den vanliga kapucinapan. Kännetecknande är honans bruna hårtofsar på pannan med cirka 4 cm långa hår. Andra hår kring ansiktet är som hos kapucinapan vita.

## Utbredning
Artens utbredningsområde sträcker sig från västra Panama till norra Honduras. Habitatet utgörs av fuktiga skogar i låglandet och i bergstrakter upp till 1500 meter över havet. I några områden förekommer en ganska lång torr period under året. Cebus imitator besöker även galleriskogar och mangrove.

## Ekologi
Individerna är aktiva på dagen och de sover på natten i höga träd på grenarnas yttre delar. Allmänt byts sovplatsen varje natt. De bildar flockar med cirka 16 medlemmar som består av upp till tre vuxna hannar, av upp till sju vuxna honor och av deras ungar. Flockens revir är i genomsnitt 164 hektar stort och territoriets delar som inte ligger centrala kan överlappa med andra flockar revir. Inom flocken etableras en hierarki med ett dominant par samt inom varje kön. När ungarna blir äldre stannar honor i samma flock och hannar försöker få kontroll över en annan flock. Det finns inga ungkarlsflockar. Striden mot en alfahanne är oftast aggressiv och den kan medföra allvarliga sår hos motparterna. Det finns även hannar som byter flock utan att hota alfahannens position. Under striden kan alfahannens ungar såras eller dödas. Ifall den nya hannen vinner dör de flesta av de befintliga ungarna (yngre än ett år) av andra orsaker som svält.
Cebus imitator klättrar främst i träd. Den kommer ibland ner till marken för att plocka föda, för att dricka och för att vandra till andra trädansamlingar. Blandade flockar med dödskalleapor är sällsynta, vad som skiljer arten från de flesta andra kapucinerna. Denna art äter främst frukter och olika smådjur som insekter, krabbor, snäckor, grodor, ödlor, småfåglar och mindre däggdjur. Av däggdjuren jagas ekorrar, hamsterartade gnagare och ungar av näsbjörnar. Födan kompletteras med olika växtdelar som blad, blommor, nektar, rötter och unga skott. Insekter som har taggar eller giftiga hår förvaras i ett blad och krängas mot ett fast föremål för att avlägsna höljet. Arten dricker ofta från håligheter i träden. Under den torra perioden kan två flockar acceptera varandra vid ett vattenställe.
Denna kapucinapa jagas av olika rovlevande djur som rovfåglar, kattdjur, prärievarg, tayra, kajmaner eller stora ormar.
Honor som är parningsberedda visar ett duck face och det förekommer en mindre parningslek. Det finns ingen fast parningstid och några honor kopulerar medan de är dräktiga. En brunstig hona parar sig vanligen med flockens alfahanne. I genomsnitt ligger 27,5 månader mellan två födslar ifall ungen överlever. När ungen dör på grund av att en annan hanne blev alfadjur minskar tiden till 15,7 månader. Dör ungen av andra orsaker minskar tiden ytterligare till 12,3 månader. Honor har sin första unge efter ungefär sju år och hannar blir könsmogna efter cirka tio år. Några exemplar i fångenskap levde upp till 55 år.

## Status
Arten har en stor utbredning och den hittas i flera naturskyddsområden. I en tidigare version av IUCN:s rödlista klassificerades taxonet som livskraftig (LC). Under februari 2019 sker en uppdatering av organisationens webbplats och Cebus imitator samt vanlig kapucinapa har tillfällig tagits bort.